# وثب بالزانة
الوثب بالزانة أو القفز بالزانة أو القفز بالعصا هي إحدى رياضات ألعاب القوى وهو مشتق من الجمباز, وفي هذا النوع الصعب من رياضة الوثب، يبدأ المتسابق باندفاع سريع جدا، وهو يحمل في يده زانة طويلة، وعندما يصل إلى الصاري يغرز الزانة في الأرض على شكل ركيزة، ويحول سرعته إلى قوة صعود، بأن يشد عضلاته فوق الزانة، وفي نفس الوقت يطوح بساقين في الهواء، لكي يرتفع فوق الحاجز، وبمجرد أن يتخطاه يترك الزانة من يده، ويجب أن تسقط خلفه، وإذا تسبب المتسابق في إسقاط الحاجز، تعدّ محاولة لاغية، هذا والزانة الأكثر استخداما مصنوعة من الألياف الزجاجية ذات مرونة فائقة.